# Cuisine des Caraïbes
Pour les articles homonymes, voir Cuisine et Antilles (homonymie).

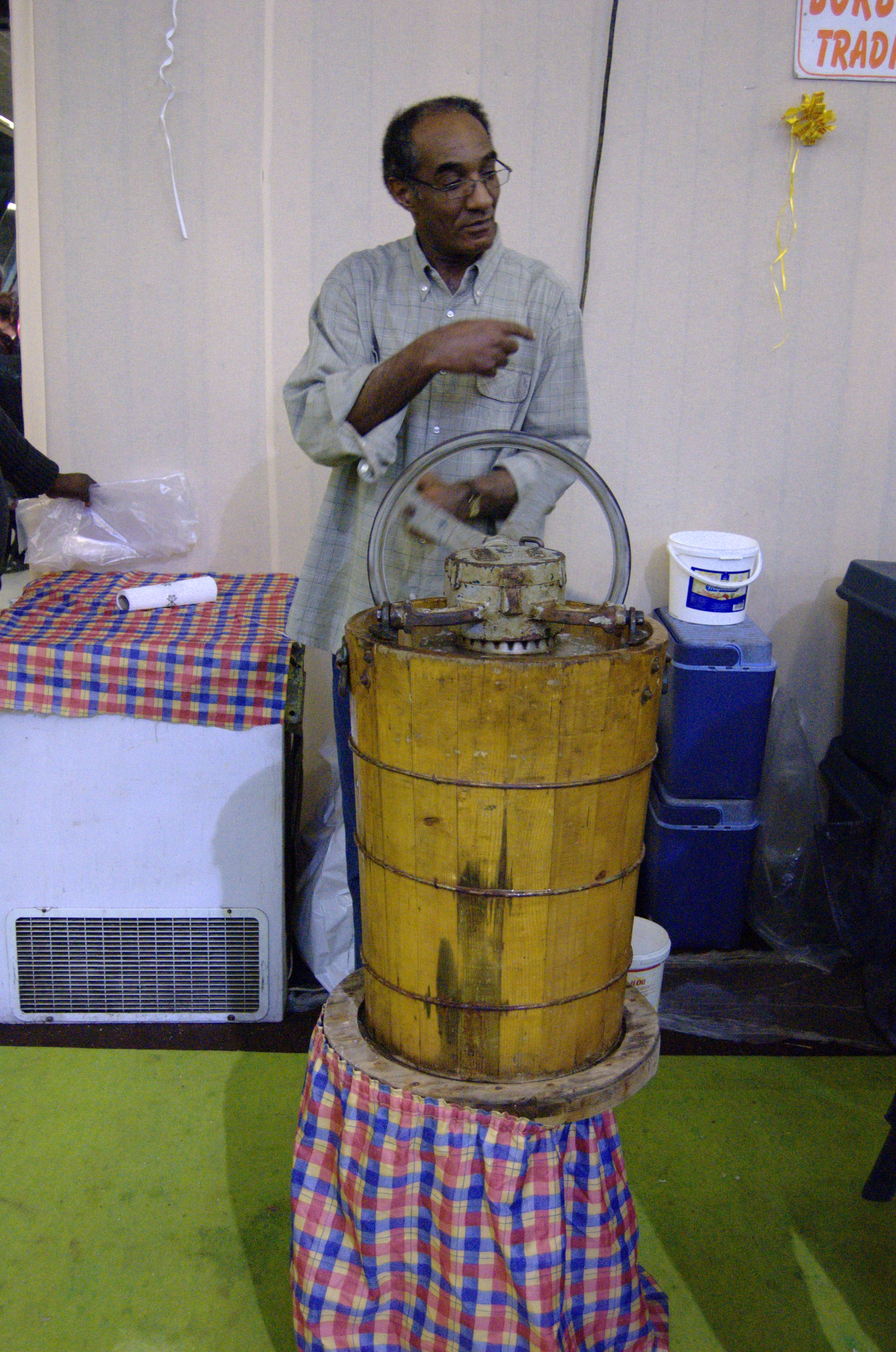
Fabrication du sorbet coco avec une sorbetière traditionnelle, au Salon international de l'agriculture de Paris.

La cuisine antillaise, cuisine caribéenne, cuisine des Antilles ou cuisine des Caraïbes est englobe les cuisines traditionnelles des Antilles ou des Caraïbes, dont la cuisine antillaise française fait partie.
La cuisine des Caraïbes est diverse et l'on peut parler de cuisines des Caraïbes au pluriel. Elles sont une fusion de cuisines subsaharienne, créole, amérindienne, européenne, latino-américaine, indienne/sud-asiatique, chinoise, nord-américaine et moyen-orientale. Ces traditions ont été importées de nombreux pays lors de leur migration vers les Caraïbes. De plus, la population a créé des styles qui sont propres à la région.

## Histoire
En raison de la colonisation, les Caraïbes sont le résultat d'une fusion de sources multiples : les Britanniques, les Espagnols, les Hollandais et les Français ont colonisé la région et ont apporté leurs cuisines respectives qui se sont mélangées aux influences subsahariennes et ouest-africaines, amérindiennes, indiennes/sud-asiatiques, est-asiatiques, portugaises et arabes, provenant d'esclaves, de travailleurs sous contrat et d'autres travailleurs amenés à travailler dans les plantations.
En 1493, lors des voyages de Christophe Colomb, les Espagnols ont introduit une variété d'ingrédients, notamment la noix de coco, les pois chiches, la coriandre, les aubergines, les oignons et l'ail.

## Mets/plats
Les ingrédients communs à la plupart des plats des îles sont le riz, les plantains, les haricots, le manioc, la coriandre, les poivrons, les pois chiches, les tomates, les patates douces, la noix de coco et toutes les viandes disponibles localement comme le bœuf, la volaille, le porc, la chèvre ou le poisson. Un assaisonnement caractéristique de la région est une marinade à base d'herbes vertes et d'huile appelée sofrito, qui confère un profil de saveur typiquement caribéen. Les ingrédients peuvent inclure de l'ail, des oignons, des piments scotch bonnet, du céleri, des oignons verts et des herbes comme la coriandre, la menthe mexicaine, la ciboulette, la marjolaine, le romarin, l'estragon et le thym. Cet assaisonnement vert est utilisé pour une variété de plats comme les currys, les ragoûts et les viandes rôties.
Les plats traditionnels sont si importants pour la culture régionale que, par exemple, la version locale du ragoût de chèvre des Caraïbes a été choisie comme plat national officiel de Montserrat et est également l'un des plats emblématiques de Saint-Kitts-et-Nevis. Un autre plat populaire dans les Caraïbes anglophones est appelé « cook-up », ou pelau. L'ackee et le poisson salé sont un autre plat populaire propre à la Jamaïque. Le calalou est un plat contenant des légumes à feuilles tels que les épinards et parfois le gombo, entre autres, largement distribué dans les Caraïbes, avec un caractère typiquement subsaharien et indigène.
La variété des desserts de la région reflète également les origines mixtes des recettes. Dans certaines régions, le black cake ( littéralement gâteau noir), un dérivé du pudding de Noël anglais contenant du rhum, peut être servi, en particulier lors d'occasions spéciales.
Au fil du temps, la cuisine des Caraïbes a évolué vers une technique narrative à travers laquelle leur culture a été accentuée et promue. Cependant, en étudiant la culture des Caraïbes à travers une lentille littéraire, on court le risque de généraliser des idées exotiques sur les pratiques alimentaires des tropiques. Certains théoriciens de l'alimentation soutiennent que cette représentation de la cuisine caribéenne dans divers médias contribue aux conceptions erronées entourant leurs pratiques culinaires, qui sont bien plus ancrées dans des événements historiques désagréables. Par conséquent, on peut soutenir que le lien entre l'idée que les Caraïbes sont le paradis ultime et que la cuisine caribéenne est exotique est basé sur des informations inexactes.

## Variantes géographiques
- Cuisine anguillaise
- Cuisine d'Antigua-et-Barbuda
- Cuisine des Bahamas
- Cuisine barbadienne
- Cuisine des îles Caïmans
- Cuisine cubaine
- Cuisine de Curaçao
- Cuisine de la Dominique
- Cuisine de la République dominicaine
- Cuisine de Grenade
- Cuisine haïtienne
- Cuisine jamaïcaine
- Cuisine de la Martinique
- Cuisine de Montserratian
- Cuisine portoricaine
- Cuisine de Saint-Barthélemy
- Cuisine de Saint-Kitts-et-Nevis
- Cuisine de Sainte-Lucie
- Cuisine de Trinité-et-Tobago
- Cuisine des îles Turques et Caïques
- Cuisine des îles Vierges